# Attilio Lombardo
Attilio Lombardo, född 6 januari 1966 i Santa Maria la Fossa, är en italiensk fotbollstränare och före detta spelare. Han är sedan 2023 assisterande tränare till Roberto Mancini i Saudiarabiens landslag. Mellan 2019 och 2023 hade han och Mancini motsvarande roller i Italiens landslag.

## Spelarkarriär

### Klubblagskarriär
Lombardo räknas som en av Sampdorias främsta spelare genom tiderna. Han spelade med bland andra Gianluca Vialli, Roberto Mancini och Ruud Gullit under en mycket framgångsrik tid för klubben, med Lombardo vann klubben sin hittills enda ligatitel, 1990/1991, Cupvinnarcupen 1989/1990 och Coppa Italia två gånger. Han var känd för sin uthållighet och fysiska styrka, Lombardo spelade 144 Serie A-matcher i rad för Sampdoria innan han lämnade klubben för Juventus. Han spelade senare för Crystal Palace och Lazio innan han återvände till Sampdoria.

### Landslagskarriär
Lombardo gjorde 19 A-landskamper och fyra mål för Italien. Konkurrensen i landslaget var på 90-talet tuff vilket innebar att Lombardo aldrig riktigt etablerade sig. Han var inte med i någon mästerskapstrupp.